# NGC 6479
NGC 6479 est une galaxie spirale située dans la constellation du Dragon. Sa vitesse par rapport au fond diffus cosmologique est de 6 579 ± 43 km/s, ce qui correspond à une distance de Hubble de 97,0 ± 6,8 Mpc (∼316 millions d'al). NGC 6479 a été découverte par l'astronome américain Lewis Swift en 1885.
La classe de luminosité de NGC 6479 est III.

## Supernova
La supernova SN 2007cl a été découverte dans NGC 6479 le 25 mars les astronomes amateurs américain Tim Puckett et italien Giovanni Sostero. Cette supernova était de type Ic.